# Ville de Willoughby
Pour les articles homonymes, voir Willoughby.
La ville de Willoughby (en anglais : City of Willoughby) est une zone d'administration locale située dans l'agglomération de Sydney, dans l'État de Nouvelle-Galles du Sud en Australie, dont le siège est Chatswood.

## Géographie
Willoughby s'étend sur 22,6 km2 au nord de la baie de Sydney, dans le secteur de North Shore.

### Quartiers
- Artarmon
- Castle Cove
- Castlecrag
- Chatswood
- Chatswood West
- Middle Cove
- Naremburn
- North Willoughby
- Northbridge
- Roseville
- Willoughby
- Willoughby East

## Histoire
Le 23 octobre 1865, sur demande de ses habitants, le district rural de Willoughby est érigé en municipalité de Willoughby Nord (Municipality of North Willoughby). Il devient municipalité de Willoughby en 1906 puis accède au statut de ville le 17 novembre 1989.
En 2016, le gouvernement de la Nouvelle-Galles du Sud propose de fusionner Willoughby avec les zones d'administration locale voisines de Mosman et Sydney-Nord mais face aux oppositions le projet est abandonné l'année suivante.

## Démographie
| 2001   | 2006   | 2011   | 2016   | 2021   |
| ------ | ------ | ------ | ------ | ------ |
| 58 319 | 63 605 | 67 356 | 74 302 | 75 613 |

## Politique et administration
La ville comprend quatre subdivisions appelées wards : Middle Harbour, Naremburn, Sailors Bay et West. Le conseil municipal comprend le maire et douze conseillers élus à la proportionnelle, à raison de trois dans chaque ward, pour un mandat de quatre ans. À la suite des élections du 4 décembre 2021, tous les conseillers sont des indépendants.

### Liste des maires
| Période          | Période       | Identité          | Étiquette    | Qualité |
| ---------------- | ------------- | ----------------- | ------------ | ------- |
| 2014             | décembre 2021 | Gail Giles-Gidney | Indépendante |         |
| 21 décembre 2021 | En cours      | Tanya Taylor      | Indépendante |         |

La zone est rattachée aux circonscriptions de Bradfield, Sydney-Nord et Warringah pour les élections fédérales et à celles de Lane Cove et Willoughby pour les élections à l'Assemblée législative de Nouvelle-Galles du Sud.

## Transports
Willoughby est traversée par la ligne Northwest du métro de Sydney et desservie par la station Chatswood qui constitue le terminus sud-est. Les trains de banlieue T1 et T9 sont en correspondance dans la même station.